# Андреев, Василий (инженер)
Василий Андреев (хорв. Vasilij Andrejev; 3 марта 1904, Нижне-Чирская, область Войска Донского — 16 августа 1988, Загреб) — югославский инженер, геодезист, педагог и автор учебников по механике. Благодаря его преподавательской деятельности, Югославия в середине XX века приобрела значительное количество профессиональных и научных кадров.

## Биография
Василий Андреев родился на юге Российской империи в станице Нижне-Чирская. В 1920 году переехал в Югославию, где спустя четыре года окончил среднюю школу в городе Билеча. Следующие десять лет Андреев провёл в стенах Загребского университета, где в 1929 году окончил факультет геодезии, а в 1934 строительный факультет. Во время учёбы в университете он также получил гражданство Югославии, что после выпуска из вуза позволило ему незамедлительно приступить к работе по специальности. Таким образом, с 1935 по 1944 год он успел поработать инженером при прокладке железных дорог между Севницей и Шентянжем, а также при строительстве автомобильных дорог на участке Кралевица — Цриквеница, и Лесковац — Крушевац. В 1946 году он вернулся в Загребский университет для того, чтобы занять пост преподавателя на техническом факультете. Преподавательскую деятельность Василий Андреев совмещал с работой над своей диссертацией на тему «Вклад в теорию колебаний жёсткой плиты и её применение для расчёта динамически нагруженных фундаментов», которая в 1952 году принесла ему степень доктора технических наук.
В 1957 году он был избран профессором технического факультета Загребского университета, что вкупе с преподавательским опытом, приобретённым Андреевым не только в своём альма-матер, но и в других университетах по всей Югославии, привело к воспитанию множества профессиональных и научных кадров. В это же время он пополнил своё портфолио инженера работами над модернизацией югославских заводов и постройкой Масленицкого моста. За свои заслуги в 1951 году он был награждён Первомайской премией СРХ, а в 1965 серебряной звездой ордена «За заслуги перед народом». Помимо своей инженерной и преподавательской деятельности, Андреев также знаменит как автор нескольких учебников по механике, динамике, кинематике и статике. В 1974 году состоялся его выход на пенсию.